# Dyskografia L’Arc-en-Ciel
Dyskografia L’Arc-en-Ciel – japońskiego zespołu, wykonującego muzykę z pogranicza pop-rocka, rocka alternatywnego i rocka progresywnego składa się na dwanaście albumów studyjnych, osiem kompilacji, jeden minialbum i album tribute. Dane opracowane są na podstawie oficjalnych informacji gromadzonych przez Recording Industry Association of Japan. Obecnie wyróżnia się trzy statusy. Wszystkie wydawnictwa muzyczne, w tym albumy i single znajdują pod tymi samymi kryteriami. W przeciwieństwie do wielu państw, najwyższe wyróżnienie nie nazywa się diamentowa płyta, czy platynowa płyta, ale Milion. W Japonii do certyfikatów sprzedaży nie jest brany pod uwagę streaming, a jedynie sprzedaż fizyczna i mobilna albumu, DVD, czy też singla.

## Albumy studyjne
Standardowe wydania studyjne. Debiutancki album Dune znalazł się na pierwszym miejscu zestawienia Oricon Indies, które jest rozszerzeniem listy Oricon. 
| Rok  | Dane dot. albumu                   | Najwyższa pozycja | Sprzedaż                                            | Certyfikaty                        |
| Rok  | Dane dot. albumu                   | JPN               | Sprzedaż                                            | Certyfikaty                        |
| ---- | ---------------------------------- | ----------------- | --------------------------------------------------- | ---------------------------------- |
| 1993 | Dune - Wydany: 27 kwietnia 1993    | 1                 |                                                     |                                    |
| 1994 | Tierra - Wydany: 14 lipca 1994     | 7                 | - JPN: 400 000                                      | - JPN: platynowa płyta             |
| 1995 | Heavenly - Wydany: 1 września 1995 | 3                 | - JPN: 400 000                                      | - JPN: platynowa płyta             |
| 1996 | True - Wydany: 12 grudnia 1996     | 1                 | - JPN: 1 200 000 (do 1998 roku), później: 1 600 000 | - JPN: 4 x platynowa płyta         |
| 1998 | Heart - Wydany: 25 lutego 1998     | 1                 | - JPN: 1 551 490 (do 1998 roku), później: 1 600 000 | - JPN: 4 x platynowa płyta         |
| 1999 | Ray - Wydany: 1 lipca 1999         | 2                 | - JPN: 2 600 000                                    | - JPN: 2 x Million                 |
| 1999 | Ark - Wydany: 1 lipca 1999         | 1                 | - JPN: 2 600 000                                    | - JPN: 2 x Million                 |
| 2000 | Real - Wydany: 30 sierpnia 2000    | 2                 | - JPN: 1 097 760 (do 2001 roku), później: 1 200 000 | - JPN: 3 x platynowa płyta (stara) |
| 2004 | Smile - Wydany: 31 marca 2004      | 2                 | - JPN: 250 000                                      | - JPN: platynowa płyta             |
| 2005 | Awake - Wydany: 22 maja 2005       | 1                 | - JPN: 250 000                                      | - JPN: platynowa płyta             |
| 2007 | Kiss - Wydany: 21 listopada 2007   | 1                 | - JPN: 250 000                                      | - JPN: platynowa płyta             |
| 2012 | Butterfly - Wydany: 8 lutego 2012  | 1                 | - JPN: 250 000                                      | - JPN: platynowa płyta             |

Inne wydania rocznicowe. 
| Numer | Edycja                        | Premiera   |
| ----- | ----------------------------- | ---------- |
| 1.    | Dune 10th Anniversary Edition | 21.04.2004 |
| 2.    | Ark 15th Anniversary Edition  | 13.12.2006 |
| 3.    | Ray 15th Anniversary Edition  | 13.12.2006 |

## Kompilacje
Zbiory najlepszych piosenek zespołu.
| Numer | Składanki                              | Premiera   | Certyfikat sprzedaży       | Sprzedaż                                    |
| ----- | -------------------------------------- | ---------- | -------------------------- | ------------------------------------------- |
| 1.    | Clicked Singles Best 13                | 14.03.2001 | - JPN: 4 x platynowa płyta | 1.241.500 (do 2001 roku) później: 1.400.000 |
| 2.    | The Best of L’Arc~en~Ciel 1994−1998    | 19.03.2003 | - JPN: złota płyta         | 200.000                                     |
| 3.    | The Best Of L’Arc~en~Ciel 1998−2000    | 19.03.2003 | - JPN: platynowa płyta     | 400.000                                     |
| 4.    | The Best Of L’Arc~en~Ciel c/w          | 19.03.2003 | - JPN: złota płyta         | 200.000                                     |
| 5.    | Quadrinity ~ Member's Best Selections~ | 10.03.2003 | - JPN: złota płyta         | 200.000                                     |
| 6.    | Twenity 1991-1996                      | 16.12.2011 |                            |                                             |
| 7.    | Twenity 1997-1999                      | 16.12.2011 |                            |                                             |
| 8.    | Twenity 2000-2010                      | 16.12.2011 |                            |                                             |
| 9.    | World’s Best Selection                 | 3.03.2012  |                            |                                             |

## Remiksy
Wydanie remiksów piosenek.
| Numer | Mix               | Premiera   | Certyfikat               | Sprzedaż |
| ----- | ----------------- | ---------- | ------------------------ | -------- |
| 1.    | Ectomorphed Works | 28.06.2000 | JPN: złota płyta (stara) | 200 000  |

## Albumy Tribute
Są to albumy, na który znajdują się oficjalne covery piosenek zespołu nagrane przez artystów z całego świata. W nagraniach nie uczestniczyło L’Arc~en~Ciel.
| Numer | Album cover                                 | Premiera   |
| ----- | ------------------------------------------- | ---------- |
| 1.    | A 20th Anniversary Tribute to L’Arc~en~Ciel | 10.04.2012 |
| 2.    | L’Arc~en~Ciel Tribiute                      | 13.06.2012 |

## Omnibusy (EP)
Płyta z niewydanymi nigdzie indziej piosenkami, zrealizowana na omnibusie.
| Numer | Krążek  | Premiera  |
| ----- | ------- | --------- |
| 1.    | Gimmick | 1.10.1992 |

## Single

### Single
Z czterdziestu siedmiu oficjalnie wydanych singli zrealizowano trzydzieści dziewięć teledysków. Pierwszym głównym singlem zespołu był utwór Yasouka.
| Numer | Singiel                                                                       | Premiera   | Certyfikat               | Sprzedaż       |
| ----- | ----------------------------------------------------------------------------- | ---------- | ------------------------ | -------------- |
| 1.    | Yasouka (jap. 夜想花)                                                         | 25.11.1992 |                          |                |
| 2.    | Floods of Tears                                                               | 25.11.1992 |                          |                |
| 3.    | Dune                                                                          | 21.10.1993 |                          |                |
| 4.    | Blurry Eyes                                                                   | 21.10.1994 | JPN: złota płyta         | JPN: 200.000   |
| 5.    | Vivid Colors                                                                  | 06.07.1995 | JPN: złota płyta         | JPN: 200.000   |
| 6.    | Natsu no Yuutsu ~Time to Say Goodbye~ (jap. 夏の憂鬱 [time to say good-bye])) | 20.10.1995 | JPN: złota płyta         | JPN: 200.000   |
| 7.    | Kaze ni Kienaide (jap. 風にきえないで)                                        | 08.07.1996 |                          |                |
| 8.    | Flower                                                                        | 17.10.1996 | JPN: platynowa płyta     | JPN: 400.000   |
| 9.    | Lies and Truth                                                                | 21.11.1996 | JPN: złota płyta         | JPN: 200.000   |
| 10.   | The Fourth Avenue Cafe                                                        | 21.03.1997 |                          |                |
| 11.   | Niji (jap. 虹); alternatywna nazwa: The Ghost In My Room                      | 17.10.1998 | JPN: platynowa płyta     | JPN: 400.000   |
| 12.   | Winter Fall                                                                   | 28.01.1998 | JPN: 2 x platynowa płyta | JPN: 800.000   |
| 13.   | Dive to Blue                                                                  | 25.03.1998 | JPN: 2 x platynowa płyta | JPN: 800.000   |
| 14.   | Honey                                                                         | 08.07.1998 | JPN: 3 x platynowa płyta | JPN: 1.200.000 |
| 15.   | Kasou (jap. 花葬)                                                             | 08.07.1998 | JPN: Million             | JPN: 1.000.000 |
| 16.   | Shinshoku ~Lose Control~ (jap. 浸食 〜lose control〜)                         | 08.07.1998 | JPN: 2 x platynowa płyta | JPN: 800.000   |
| 17.   | Snow Drop                                                                     | 07.10.1998 | JPN: 3 x platynowa płyta | JPN: 1.200.000 |
| 18.   | Forbidden Lover                                                               | 14.10.1998 | JPN: 2 x platynowa płyta | JPN: 800.000   |
| 19.   | Heaven's Drive                                                                | 21.04.1999 | JPN: 3 x platynowa płyta | JPN: 1.200.000 |
| 20.   | Pieces                                                                        | 02.07.1999 | JPN: 2 x platynowa płyta | JPN: 800.000   |
| 21.   | Driver's High                                                                 | 11.08.1999 | JPN: platynowa płyta     | JPN: 400.000   |
| 22.   | Love Flies                                                                    | 27.10.1999 | JPN: platynowa płyta     | JPN: 400.000   |
| 23.   | Finale                                                                        | 19.01.2000 | JPN: Million             | JPN: 1.000.000 |
| 24.   | Neo Universe                                                                  | 19.01.2000 | JPN: Million             | JPN: 1.000.000 |
| 25.   | Stay Away                                                                     | 19.02.2000 | JPN: 2 x platynowa płyta | JPN: 800.000   |
| 26.   | Spirit Dreams Inside -Another Dream-                                          | 04.10.2001 | JP'N: platynowa płyta    | JPN: 400.000   |
| 27.   | Ready Steady Go                                                               | 04.01.2004 | JPN: platynowa płyta     | JPN: 250.000   |
| 28.   | Hitomi no Juunin (jap. 瞳の住人), alternatywna nazwa: Living in Your Eyes     | 03.03.2004 | JPN: złota płyta         | JPN: 100.000   |
| 29.   | Jiyuu e no Shoutai (jap. 自由への招待)                                        | 02.06.2004 | JPN: platynowa płyta     | JPN: 250.000   |
| 30.   | Killing Me                                                                    | 13.01.2005 | JPN: złota płyta         | JPN: 100.000   |
| 31.   | New World                                                                     | 06.04.2005 | JPN: złota płyta         | JPN: 100.000   |
| 32.   | Jojoushi (jap. 叙情詩)                                                        | 18.05.2005 | JPN: złota płyta         | JPN: 100.000   |
| 33.   | Link                                                                          | 20.07.2005 | JPN: platynowa płyta     | JPN: 250.000   |
| 34.   | Seventh Heaven                                                                | 30.05.2007 | JPN: złota płyta         | JPN: 100.000   |
| 35.   | My Heart Draws a Dream                                                        | 29.08.2007 | JPN: złota płyta         | JPN: 100.000   |
| 36.   | Daybreak's Bell                                                               | 10.10.2007 | JPN: złota płyta         | JPN: 100.000   |
| 37.   | Hurry Xmas                                                                    | 14.11.2007 | JPN: złota płyta         | JPN: 100.000   |
| 38.   | Drink it Down                                                                 | 02.04.2008 | JPN: złota płyta         | JPN: 100.000   |
| 39.   | Nexus 4                                                                       | 02.04.2008 | JPN: złota płyta         | JPN: 100.000   |
| 40.   | Shine                                                                         | 27.08.2008 | JPN: złota płyta         | JPN: 100.000   |
| 41.   | Bless                                                                         | 27.01.2010 | JPN: złota płyta         | JPN: 100.000   |
| 42.   | Good Luck My Way                                                              | 29.06.2011 | JPN: złota płyta         | JPN: 100.000   |
| 43.   | X X X                                                                         | 12.10.2011 | JPN: złota płyta         | JPN: 100.000   |
| 44.   | Chase                                                                         | 21.12.2011 | JPN: złota płyta         | JPN: 100.000   |
| 45.   | Everlasting (Kanzen juchuu seisan gentei ban)                                 | 13.08.2014 |                          |                |
| 46.   | Wings Flap                                                                    | 23.12.2015 |                          |                |
| 47.   | Don't Be Afraid                                                               | 13.10.2016 |                          |                |

### Single cover
Zespół nagrał cover piosenki Joan Jett. Dystrybucja tego utworu była bardzo ograniczona.
1. I Love Rock 'n Roll (26.05.2007)[33]

### Inne promowane piosenki
1. Voice (1 października 1992; na omnibusie Gimmick)[33]

## Wideografia

### Video VHS
Wydania wideo.
1. Touch of Dune (21 października 1993)[33]
2. Nemuri ni Yosete (jap. 眠りによせて, 1 lipca 1994)[33]
3. Siesta ~Film of Dreams~ (1 października 1994)[33]
4. And She Said (21 maja 1995)[33]
5. Heavenly ~Films~ (21 marca 1996)[33]
6. A Piece of Reincarnation (22 kwietnia 1998)[33]
7. Heart ni Hi wo Tsukero! (jap. ハートに火をつけろ！, 23 grudnia 1998)[33]
8. Chronicle (11 sierpnia 1999)[33]
9. 1999 Grand Cross Conclusion (1 grudnia 1999)[33]
10. Chronicle 2 (28 marca 2001)[33]
11. Club Circuit 2000 Realive -No Cut- (20 czerwca 2001)[33]

### DVD i Blu-ray
1. A Piece of Reincarnation (11 sierpnia 1999 – 17 grudnia 2003)[33]
2. Heart ni Hi wo Tsukero! (jap. ハートに火をつけろ！, 11 sierpnia 1999 – 17 grudnia 2003)[33]
3. Chronicle (11 sierpnia 1999)[33]
4. 1999 Grand Cross Conclusion (1 grudnia 1999)[33]
5. Chronicle 2 (28 marca 2001)[33]
6. Club Circuit 2000 Realive -No Cut- (20 czerwca 2001)[33]
7. 7 (17 grudnia 2003)[33]
8. Nemuri ni Yosete (jap. 眠りによせて, 17 grudnia 2003)[33]
9. Siesta ~Film of Dreams~ (17 grudnia 2003)[33]
10. And She Said (17 grudnia 2003)[33]
11. Heavenly ~Films~ (17 grudnia 2003)[33]
12. Live in U.S.A. ~At 1st Mariner Arena July 31, 2004~ (8 grudnia 2004)[33]
13. Smile Tour 2004 (jap.～全国編～, 1 czerwca 2005)[33]
14. Awake Tour 2005 (14 grudnia 2005)[33]
15. Asialive 2005 (21 czerwca 2006)[33]
16. Chronicle 0 -Zero- (14 lutego 2007)[33]
17. Live DVD Box „Five Live Archives” (4 kwietnia 2007)[33]
18. 15th L'Anniversary Live (12 października 2007)[33]
19. Chronicle 3 (5 grudnia 2007)[33]
20. Are You Ready? 2007 live in Okinawa (2 kwietnia 2008)[33]
21. Live DVD Tour 2007–2008 Theater of Kiss (27 sierpnia 2008)[33]
22. Chronicle 4 (25 lutego 2009)[33]
23. Documentary Films Trans Asia via Paris (25 marca 2009)[33]
24. Live in Paris (20 maja 2009)[33]
25. Tour 2008 L’7 ～Trans Asia via Paris～ (31 marca 2010)[33]
26. Five Live Archives 2 (30 marca 2011)[33]
27. 20th L'Anniversary Live (28 grudnia 2011)[33]
28. Live Twenity (13 czerwca 2012)[33]
29. Live at Madison Square Garden WORLD TOUR 2012 (26 grudnia 2012)[33]
30. 20th L'Anniversary WORLD TOUR 2012 THE FINAL LIVE at NATIONAL STADIUM (20 marca 2013)[33]
31. L'Arc～en～Ciel LIVE 2014 at Tokyo National Stadium (11 grudnia 2014)[33]
32. DOCUMENTARY FILMS ～WORLD TOUR 2012～ “Over The L'Arc-en-Ciel'' (15 kwietnia 2015)[33]